# لانه‌کن گلوسیاه
لانه‌کن گلوسیاه (نام علمی: Trogon rufus) نام یک گونه از سرده لانه‌کن‌های اصلی است.